# František Kobík
František Kobík (17. července 1933 – 15. června 2006) byl český kreslíř a významná postava českého komiksu. Vystudoval Vyšší školu uměleckého průmyslu v Praze, kterou dokončil v roce 1953. Pracoval dlouhá léta v leteckém průmyslu. 
Proslavil se jako výtvarník řady komiksů a vystřihovánek v časopise ABC od poloviny 70. až do konce 80. let. Dlouhodobě spolupracoval s Václavem Šorelem. Jeho dva kreslené seriály - Příhody Malého boha a Vzpoura mozků se v roce 2009 umístily v první desítce ankety webu Komiksárium, jež hledala nejlepší české komiksy všech dob.

## Komiksy
- Zlato bratrů Herdisonů (1965-1966)
- Tajemství rezavé pistole (1966-1967)
- První výprava do Ztraceného světa (1970)
- Strážci (1972-73)
- Pod paprsky Zářícího
  - Příhody Malého boha (1973-1974)
  - Příchod bohů (1974-1975)
  - Kruanova dobrodružství (1975-1976)
- Vzpoura mozků (1977-1979)
- Druhá výprava (1979-1980)
- Tvrz (1980-1981)
- Kronika Strážců (1981-1984)
- Galaxia (1984-1986)
- Dobyvatelé hlubin (1986-1987)
- Operace Jericho (1988)
- Kruan z kmene Gron-c-chů
  - Kruanova cesta (1987-1988)
  - Kruan a bohyně (1995-1997)